# Без причини (Доктор Хаус)
«Без причини» (англ. No Reason)  — двадцять четверта серія другого сезону американського телесеріалу «Доктор Хаус». Прем'єра епізоду відбулася на каналі FOX 23 травня 2006. Доктор Хаус і його команда мають врятувати чоловіка з набухлим язиком перебуваючи в галюцинації.

## Сюжет
Доктор Хаус і його команда мають врятувати чоловіка з набухлим язиком перебуваючи в галюцинації. Хаус ділиться враженням з командою про пацієнта, як тут до кабінету заходить чоловік колишньої пацієнтки Хауса, Джек Моріарті, і двічі стріляє у Грегорі Хауса. Через два дні Хаус приходить до тями і помічає, що знаходиться в одній палаті з Джеком, який теж отримав кулю. Хаус йде до Кадді і каже їй, що його нога майже не болить. Після того як Джек прийшов до тями Хаус поцікавився чому той не вбив його, він же міг стріляти в голову. Джек розповів йому, що коли давно його дружина була пацієнткою Хауса. Якимось чином він дізнався, що її чоловік зраджує її. Попри те, що це не стосувалось лікарів, Хаус розповів дружині Моріарті, що Джек зраджує її. Ще до виписки з лікарні жінка скоїла самогубство. Джек хотів, щоб Хаус мучався так само, як мучиться він.
Команда продовжує діагнозувати Вінсета, чоловіка з напухлим язиком. Під час біопсії підщелепових лімфовузлів у пацієнта ще більше набухає язик і в результаті той починає задихатись. Чейзу довелося зробити трахеотомію. Хаус дає розпорядження зробити пункцію, також він вирішує прийти і подивитись на процедуру. Біля палати Вінсета Хаус знайомиться з його дружиною. Він каже їй, що, скоріш за все, у її чоловіка венерична хвороба. Під час пункції у Вінсета починається внутрішня кровотеча в лівому оці. Через високий тиск око вибухає. Тим часом у Хауса розходяться шви і він непритомніє. Приходячи до тями Хаус дізнається, що Кадді провела специфічну операцію на мозку, щоб вилікувати його ногу. Також Хаус дізнається, що у Вінсета немає дружини, тобто у Хауса була галюцинація. Він починає непокоїтись через те, що операція могла зашкодити його мозку.
Вінсету роблять ще декілька тестів, але всі вони виявляються негативними. Згодом у нього вибухає яєчко. Форман вважає, що у пацієнта рак яєчок, а Хаус розуміє, що дурніє. Через деякий час у Хауса знову відбувається галюцинація, а у Вінсета не знаходять рак. Чоловіку потрібна операція, але під час неї він може стекти кров'ю і померти. Хаус вирішує запропонувати пацієнту хірурга-робота, щоб пошкодження були мінімальними. Вінсет не погоджується, тому Хаус експериментує на Кемерон. Чоловік погоджується. Невдовзі Хаус ще раз галюцинує. В цей раз він бачить дружину Джека, яка сидить в машині, чекаючи поки вона наповниться чадним газом. Після виходу з галюцинації Хаус вибачається перед Джеком.
Згодом Хаус розуміє, що всі події після поранення були галюцинацією. Він вирішує це довести і йде до хірургічного відділення, де знаходиться Вінсет. За допомогою робота він розрізає пацієнту живіт і той помирає від кровотечі. Сцена не зникає аж доки з руки Вінсета не падає куля. Хаус підбирає її і виходить з галюцинації... Він приходить до тями і бачить свою команду яка везе його пораненого до палати.